# ایالت سونورا
ایالت سونورا نام ایالتی در شمال باختری کشور مکزیک است.
مرکز این ایالت شهر ارموسییو است.
این ایالت به‌خاطر کرانه‌های گردشی و موزیک نورتنیو (Norteño) معروفیت دارد.

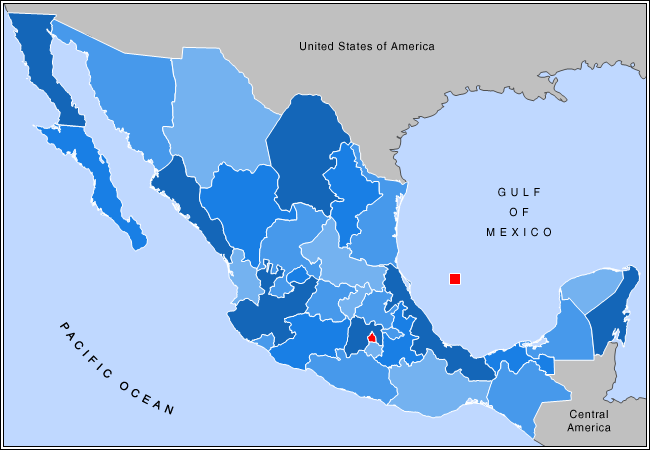

## ریشه شناسی اسم
چندین نظریه درباره منشأ نام «سونورا» وجود دارد. یکی از این نظریه‌ها بیان می‌کند که این نام از عبارت “نؤسترا سنیورا” (Nuestra Señora) گرفته شده است. این نام زمانی به این منطقه داده شد که دیگو گوسمان در تاریخ ۷ اکتبر، روز جشن بانوی تسبیح مقدس (Nuestra Señora del Rosario)، از رود یاکی عبور کرد. احتمالاً تلفظ این نام به دلیل نبود صدای “ñ” در زبان‌های بومی منطقه تغییر کرده است.
نظریه دیگری مطرح می‌کند که آلوار نونیز کابه‌سا دِ واکا و همراهانش، که پس از غرق شدن در سواحل فلوریدا، مسیر خود را از شمال به جنوب طی کرده بودند، مجبور شدند از این ایالت خشک عبور کنند و تصویری از بانوی اندوه مقدس (Nuestra Señora de las Angustias) را بر پارچه‌ای حمل کنند. آن‌ها در این مسیر با مردم اوپاتا روبرو شدند، که قادر به تلفظ کلمه “سنیورا” (Señora) نبودند و به‌جای آن، “سنورا” یا “سونورا” می‌گفتند.
نظریه سومی که توسط کریستوبال د کانیاس در سال ۱۷۳۰ مطرح شد، بیان می‌کند که این نام از کلمه‌ای بومی برای چاه آب طبیعی، یعنی “سونوت” (sonot) گرفته شده است که بعدها توسط اسپانیایی‌ها به “سونورا” تغییر یافت.
اولین اشاره به نام «سونورا» به فرانسیسکو واسکز کورونادو نسبت داده می‌شود، که در سال ۱۵۴۰ از این منطقه عبور کرد و بخشی از آن را “دره سونورا” (Valle de la Sonora) نامید. همچنین، فرانسیسکو ایبارا در سال ۱۵۶۷ از این منطقه عبور کرد و از آن با نام “دره‌های سنیورا” (Valles de Señora) یاد کرد.
از نظر لغوی، واژه اسپانیایی “سونورا” شکل مؤنث صفت “سونورو” (sonoro) به معنای «صدادار» یا «بلند» است.